# Corbicula fluminea
A amêijoa-asiática (Corbicula fluminea) é uma amêijoa de água doce da família Corbiculidae. Originária da Ásia, foi introduzida na América e Europa, onde é considerada uma espécie invasora.